# یوشینوری ماتسودا
یوشینوری ماتسودا (ژاپنی: 松田 考功؛ زادهٔ ۱۴ اوت ۱۹۷۴) یک بازیکن فوتبال اهل ژاپن است.
از باشگاه‌هایی که در آن بازی کرده‌است می‌توان به باشگاه فوتبال اوراوا رد دیاموندز و باشگاه فوتبال ساگان توسو اشاره کرد.